# Dorfborn
Dorfborn ist ein Ortsteil der Gemeinde Neuhof im osthessischen Landkreis Fulda.
Zum Ort gehört nicht der Weiler Kahlberg, der im Laufe der Jahre mit Dorfborn zusammengewachsen ist. Er liegt durch die "Alte Heerstraße" getrennt in der Gemarkung Neuhof.
Jedoch zählen die außenliegenden Bilandshöfe, Alte Heerstraße 63 und 67 zur Gemarkung Dorfborn.

## Geographische Lage
Dorfborn liegt zwischen dem Neuhofer Gemeindeteil Ellers und dem Neuhofer Ortsteil Tiefengruben. Südöstlich des Ortes verlief bis September 2014 die Bundesstraße 40, die mit dem Lückenschluss der Bundesautobahn 66 stillgelegt und zu einem Radweg zurückgebaut wurde. Erschlossen wird das Dorf über die Kreisstraße 100. Im Nordwesten grenzt der Ort an die Via Regia, die „Alte Heerstraße“. Diese wird seit 2008 wieder als Jakobsweg benutzt.
Im Osten grenzt an die Ortslage das Gewerbegebiet Neuhof-Nord, das (Stand: Januar 2017) zu einer Größe von 40 ha erweitert werden soll.

## Geschichte

### Ortsgeschichte
Es handelt sich um einen alten Siedlungsplatz an einer alten Straße der Franken. In Ortsnähe wurde ein Hügelgrab gefunden. Die älteste bekannte schriftliche Erwähnung von Dorfborn erfolgte im Jahr 1354. Im Jahr 1928 erfolgt die Eingemeindung von Teilen des aufgelösten Gutsbezirks Forst Neuhof.
Im Zuge der Gebietsreform in Hessen wurde die bis dahin selbständige Gemeinde Dorfborn zum 31. Dezember 1971 auf freiwilliger Basis in die Gemeinde Neuhof eingemeindet. Für Dorfborn wurde, wie für die übrigen Ortsteile von Neuhof, ein Ortsbezirk eingerichtet.

### Verwaltungsgeschichte im Überblick
Die folgende Liste zeigt die Staaten und Verwaltungseinheiten, denen Dorfborn angehört(e):
- vor 1803: Heiliges Römisches Reich, Hochstift Fulda, Amt/Oberamt Neuhof
- 1803–1806: Heiliges Römisches Reich, Fürstentum Nassau-Oranien-Fulda,[Anm. 2] Fürstentum Fulda, Amt Neuhof
- 1806–1810: Kaiserreich Frankreich,[Anm. 3] Fürstentum Fulda (Militärverwaltung)
- 1810–1813: Großherzogtum Frankfurt, Departement Fulda, Distrikt Neuhof
- ab 1816: Kurfürstentum Hessen,[Anm. 4] Großherzogtum Fulda, Amt Neuhof[7]
- ab 1821/22: Kurfürstentum Hessen, Provinz Fulda, Kreis Fulda[8][Anm. 5]
- ab 1848: Kurfürstentum Hessen, Bezirk Fulda
- ab 1851: Kurfürstentum Hessen, Provinz Fulda, Kreis Fulda
- ab 1867: Königreich Preußen,[Anm. 6] Provinz Hessen-Nassau, Regierungsbezirk Kassel, Kreis Fulda
- ab 1871: Deutsches Reich, Königreich Preußen, Provinz Hessen-Nassau, Regierungsbezirk Kassel, Kreis Fulda
- ab 1918: Deutsches Reich, Freistaat Preußen, Provinz Hessen-Nassau, Regierungsbezirk Kassel, Kreis Fulda
- ab 1944: Deutsches Reich, Freistaat Preußen, Provinz Kurhessen, Landkreis Fulda
- ab 1945: Deutsches Reich, Amerikanische Besatzungszone,[Anm. 7] Groß-Hessen, Regierungsbezirk Kassel, Landkreis Fulda
- ab 1946: Deutsches Reich, Amerikanische Besatzungszone, Hessen, Regierungsbezirk Kassel, Landkreis Fulda
- ab 1949: Bundesrepublik Deutschland, Hessen, Regierungsbezirk Kassel, Landkreis Fulda
- ab 1972: Bundesrepublik Deutschland, Hessen, Regierungsbezirk Kassel, Landkreis Fulda, Gemeinde Neuhof

## Bevölkerung

### Einwohnerstruktur 2011
Nach den Erhebungen des Zensus 2011 lebten am Stichtag dem 9. Mai 2011 in Dorfborn 600 Einwohner. Darunter waren 12 (2,0 %) Ausländer.
Nach dem Lebensalter waren 120 Einwohner unter 18 Jahren, 243 zwischen 18 und 49, 120 zwischen 50 und 64 und 120 Einwohner waren älter. Die Einwohner lebten in 243 Haushalten. Davon waren 63 Singlehaushalte, 72 Paare ohne Kinder und 84 Paare mit Kindern, sowie 24 Alleinerziehende und keine Wohngemeinschaften. In 54 Haushalten lebten ausschließlich Senioren und in 162 Haushaltungen lebten keine Senioren.

### Einwohnerentwicklung
| • 1812: | 15 Feuerstellen, 120 Seelen |

| Dorfborn: Einwohnerzahlen von 1812 bis 2016 | Dorfborn: Einwohnerzahlen von 1812 bis 2016 | Dorfborn: Einwohnerzahlen von 1812 bis 2016 | Dorfborn: Einwohnerzahlen von 1812 bis 2016 | Dorfborn: Einwohnerzahlen von 1812 bis 2016 |
| --- | ------------------------------------------- | ------------------------------------------- | ------------------------------------------- | ------------------------------------------- |
| Jahr |                                             |                                             |                                             | Einwohner                                   |
| 1812 | 1812                                        |                                             | 120                                         | 120                                         |
| 1834 | 1834                                        |                                             | 128                                         | 128                                         |
| 1840 | 1840                                        |                                             | 139                                         | 139                                         |
| 1846 | 1846                                        |                                             | 139                                         | 139                                         |
| 1852 | 1852                                        |                                             | 145                                         | 145                                         |
| 1858 | 1858                                        |                                             | 152                                         | 152                                         |
| 1864 | 1864                                        |                                             | 152                                         | 152                                         |
| 1871 | 1871                                        |                                             | 136                                         | 136                                         |
| 1875 | 1875                                        |                                             | 160                                         | 160                                         |
| 1885 | 1885                                        |                                             | 173                                         | 173                                         |
| 1895 | 1895                                        |                                             | 169                                         | 169                                         |
| 1905 | 1905                                        |                                             | 220                                         | 220                                         |
| 1910 | 1910                                        |                                             | 229                                         | 229                                         |
| 1925 | 1925                                        |                                             | 296                                         | 296                                         |
| 1939 | 1939                                        |                                             | 277                                         | 277                                         |
| 1946 | 1946                                        |                                             | 400                                         | 400                                         |
| 1950 | 1950                                        |                                             | 400                                         | 400                                         |
| 1956 | 1956                                        |                                             | 347                                         | 347                                         |
| 1961 | 1961                                        |                                             | 336                                         | 336                                         |
| 1967 | 1967                                        |                                             | 352                                         | 352                                         |
| 1970 | 1970                                        |                                             | 436                                         | 436                                         |
| 1980 | 1980                                        |                                             | ?                                           | ?                                           |
| 1990 | 1990                                        |                                             | ?                                           | ?                                           |
| 2000 | 2000                                        |                                             | ?                                           | ?                                           |
| 2011 | 2011                                        |                                             | 600                                         | 600                                         |
| 2016 | 2016                                        |                                             | 601                                         | 601                                         |
| Datenquelle: Historisches Gemeindeverzeichnis für Hessen: Die Bevölkerung der Gemeinden 1834 bis 1967. Wiesbaden: Hessisches Statistisches Landesamt, 1968. Weitere Quellen: LAGIS; Gemeinde Neuhof; Zensus 2011 |                                             |                                             |                                             |                                             |

### Historische Religionszugehörigkeit

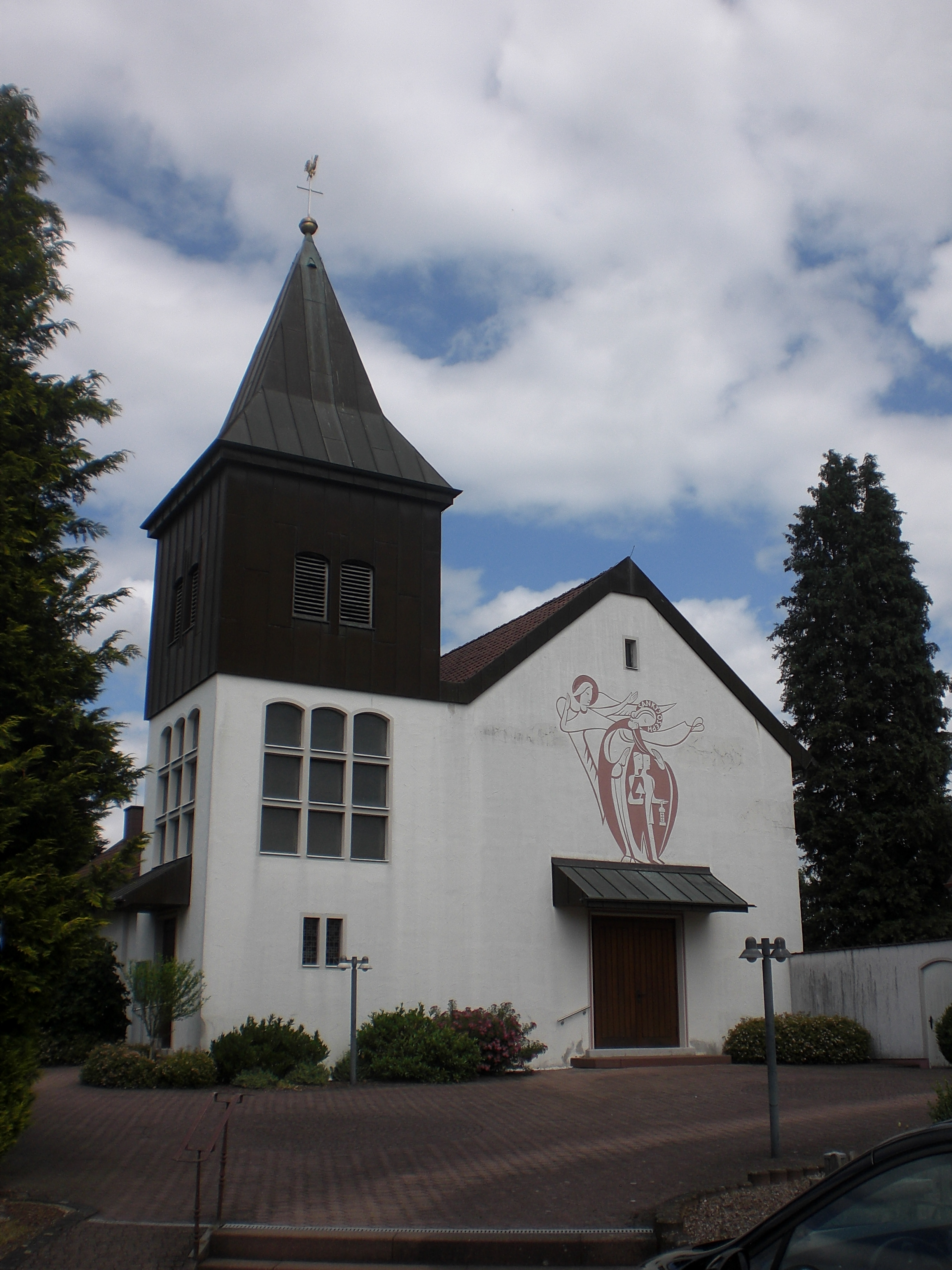
Die katholische Kirche St. Josef in Dorfborn

| • 1885: | 173 katholische (= 100 %) Einwohner                               |
| • 1961: | 21 evangelische (= 6,25 %), 314 katholische (= 93,45 %) Einwohner |

## Religion
Die 1956 erbaute Pfarrkirche St. Josef der Arbeiter gehört heute als Filialkirche zur katholischen Pfarrei St. Michael im Hauptort Neuhof.

## Politik
Für den Ortsteil Dorfborn besteht ein Ortsbezirk (Gebiete der ehemaligen Gemeinden Dorfborn) mit Ortsbeirat und Ortsvorsteher nach der Hessischen Gemeindeordnung.
Der Ortsbeirat besteht aus fünf Mitgliedern. Bei den Kommunalwahlen in Hessen 2021 betrug die Wahlbeteiligung zum Ortsbeirat 62,02 %. Alle Kandidaten gehörten der Bürgerliste an. Der Ortsbeirat wählte Manfred Apel zum Ortsvorsteher.

## Infrastruktur
Im Ort gibt es
- die Katholische Filialkirche St. Josef aus dem Jahre 1956,
- das Gewerbegebiet Neuhof-Nord in der Gemarkung Dorfborn,
- ein Dorfgemeinschaftshaus in der ehemaligen Volksschule von Dorfborn, die mit Wirkung vom 23. September 1973 aufgelöst und in die Schloss-Schule Neuhof[12] integriert wurde,
- und ein Gasthaus mit vier Bundeskegelbahnen